# USS Idaho (BB-42)
USS Idaho byla třetí loď třídy New Mexico. Pojmenována byla v souladu s doktrínou USA po jednom z amerických států, konkrétně po 43 státě - Idaho. Měla dvě sesterské lodě New Mexico a Mississippi.

## Stavba
Kýl byl položen v loděnicích New York Shipbuilding Company v Camdenu ve státě New Jersey v lednu 1915. Na vodu byla spuštěna 30. června 1917 a americké námořnictvo si ji převzalo 24. března 1919.

## Pohon a pancéřování
Pohon zabezpečovalo 9 kotlů Babcock & Wilcox a 4 turbíny, které na rozdíl od první jednotky New Mexico poháněly přímo čtyři lodní šrouby s výsledným výkonem 27 500 hp, které dávali lodi maximální rychlost 21 uzlů.
Boční pancéřový pás byl silný 279 - 203 mm a paluba byla chráněna 152,5 - 76,2 mm pásem. Hlavní dělostřelectvo bylo uloženo ve věžích o síle pancíře 457 - 228 mm sekundární dělostřelectvo mělo pancéřování 152 - 76 mm.

## Výzbroj
Hlavní výzbroj se skládala z dvanácti děl ráže 365 mm (14 "/ 50 cal.) ve čtyřech trojhlavňových věžích (dvě vpředu, dvě vzadu). Pomocnou výzbroj tvořilo 22 děl ráže 127 mm (5" / 51) uložených v kasematech po 11 na každé straně. V průběhu krátkého času bylo odstraněno 8 děl z nejnižších kasemat, protože se tato pomocná výzbroj dala použít jen při klidném moři. Ve třicátých letech bylo přidáno 8 x 127 mm děl (5 "/ 25 cal.). Loď nesla dva 533 mm torpédomety.

## Služba

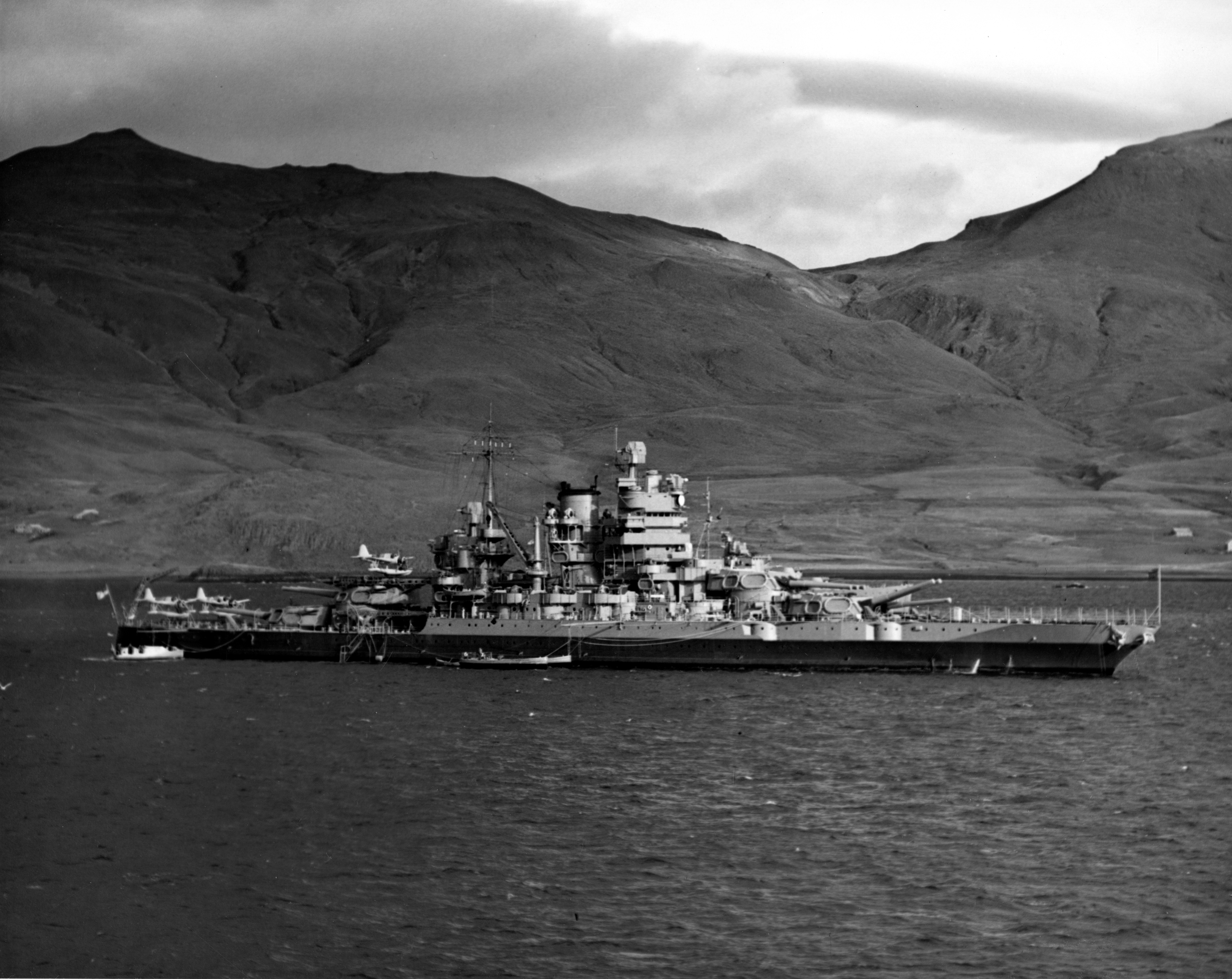
Kotvící USS Idaho na Islandu (říjen 1941).

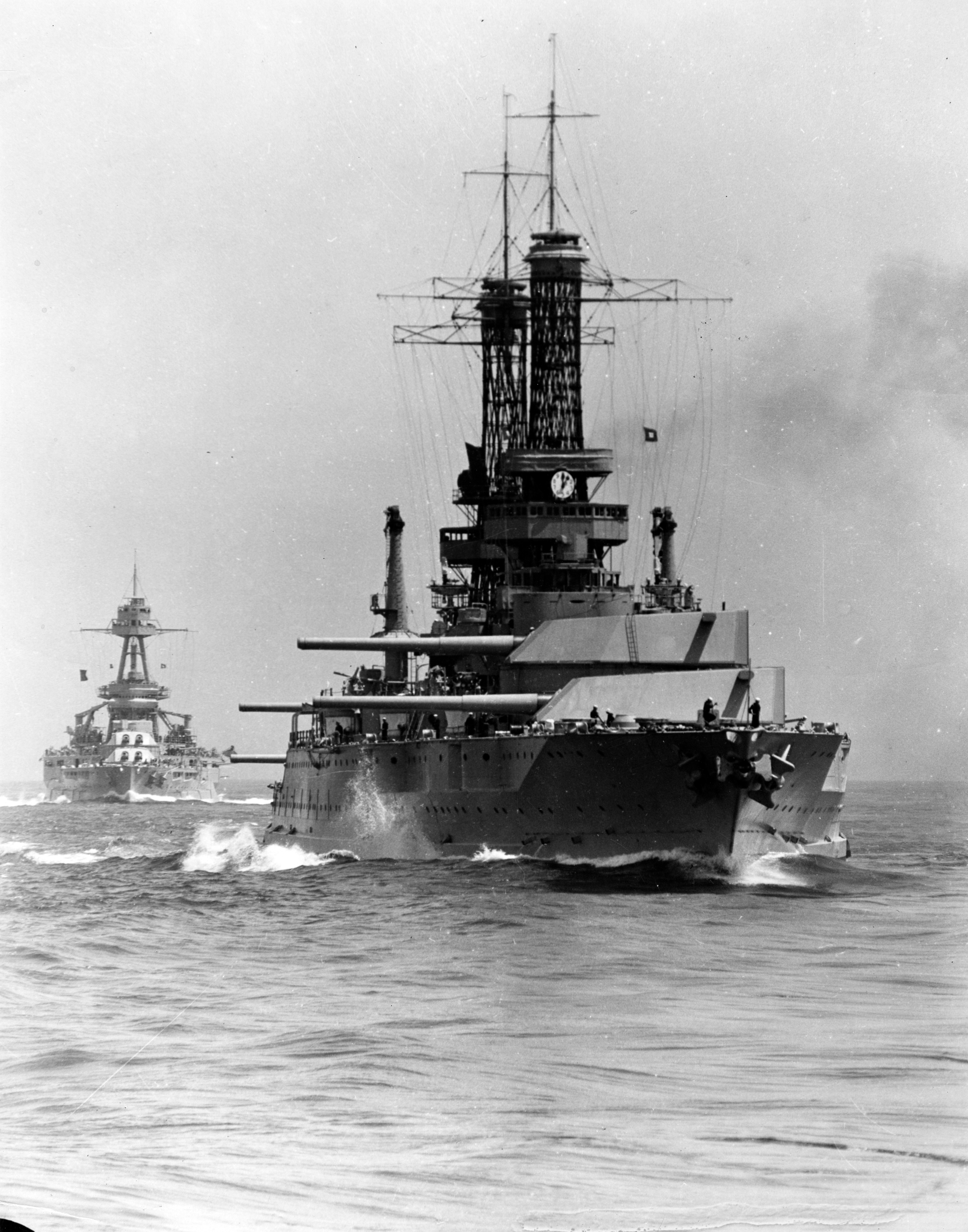
USS Idaho během cvičení zhruba kolem roku 1930.

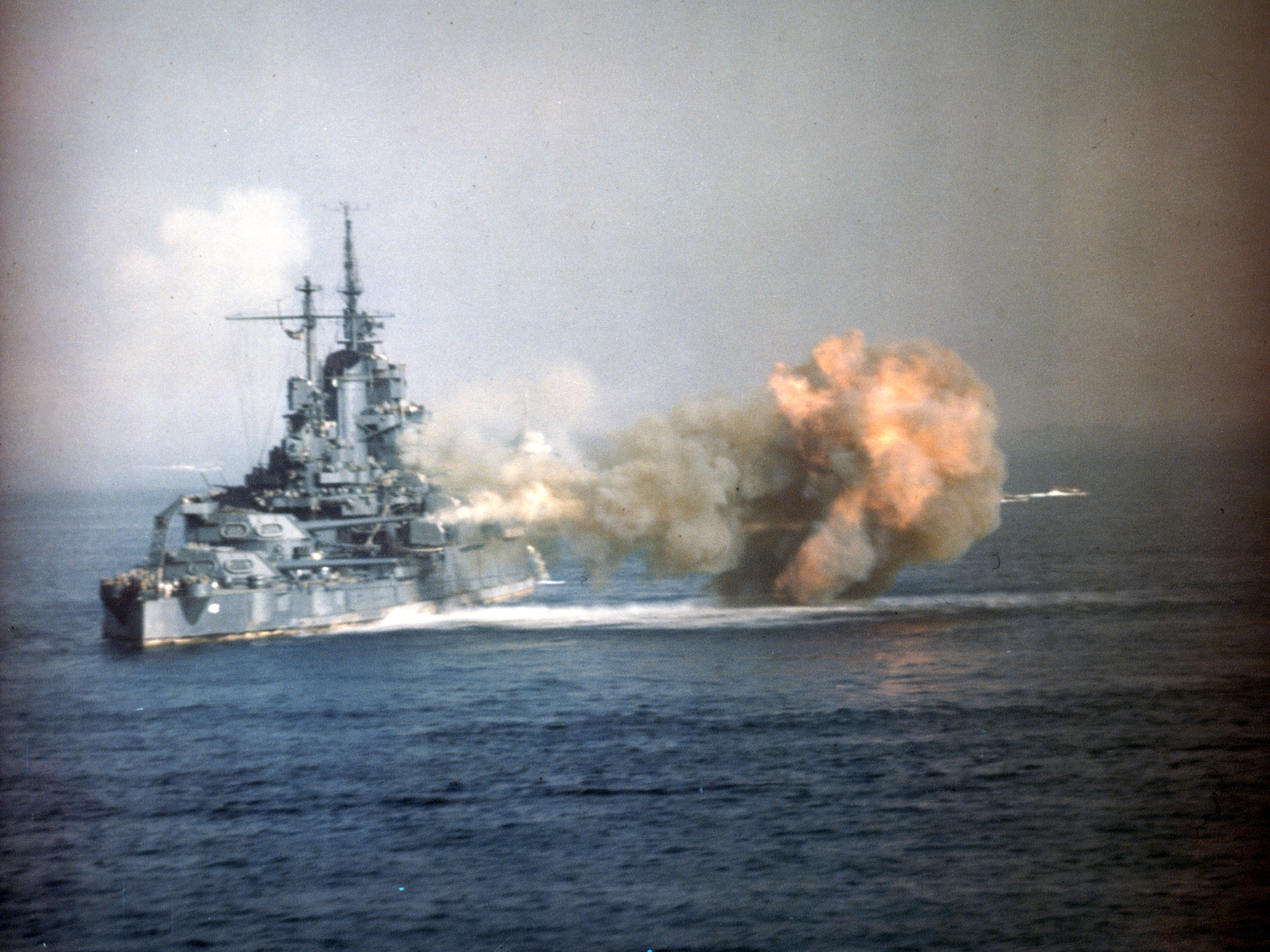
Idaho při ostřelování Okinawy v roce 1945.

13. dubna 1919 proběhly první cvičné plavby v zálivu Guantánamo a odtud se loď přesunula k New Yorku, kde nalodila brazilského prezidenta Epitácio Pessoa na jeho cestě do Rio de Janeiro 6. července. 17. července se vrátila zpět. Nato přes panamský průplav odplula do Monterey v Kalifornii a následně byla v září přesunuta do Pacifické flotily. Zúčastnila se cvičení a prohlídek včetně prohlídky flotily prezidentem Woodrowem Wilsonem 13. září 1919. V roce 1920 vezla státní sekretáře (námořnictva a vnitra) Josephuse Danielse a Johna B. Payna na jejich inspekci po Aljašce.
Po návratu z Aljašky 22. července 1920 část flotily manévrovala v oblasti Kalifornie a dále na jih u Chile. Intenzivní výcvik pokračoval až do roku 1925 s krátkými přestávkami. Například v Seattlu pozdravila prezidenta Warrena Hardinga, krátce před jeho smrtí v roce 1923.
Bitevní loď se od 15. dubna 1925 do 1. července zúčastnila válečných her u Havaje, načež navštívila Samou, Austrálii a Nový Zéland. Z cest se vrátila 24. září 1925 a zakotvila v San Francisku v Kalifornii. Na zpáteční cestě stihla nalodit Johna Rodgerse a jeho hydroplán po jeho pokusu přeletu z USA na Havaj.
Následujících šest let operovala ze základny San Pedro, během nichž cvičila u pobřeží Kalifornie a v Karibském moři. 7. září 1931 vyplula ze San Pedra a přesunula se na východní pobřeží USA.
30. září 1931 do 9. října 1934 podstoupila rozsáhlou (generální) přestavbu v loděnicích Norfolk Navy Yard. Úpravy se týkaly přidání lepšího pancéřování, zesíleny byly i podhladinové části, kde byly přidány protitorpédové oddíly, lepší strojní zařízení, odstraněny byly válcovité stožáry a přestavěny nástavby. To mělo za následek zvýšení výtlaku a mírné rozšíření plavidla. Po dokončení 9. října podstoupila konstrukční zkoušky v Karibiku, aby se následně 17. dubna vrátila na svou domovskou základnu San Pedro.
Po příjezdu do San Pedra se věnovala nadále výcviku a střeleb až do vypuknutí druhé světové války v Evropě načež se přesunula na Havaj jako část bojové flotily (1. červen 1940). Vzápětí však byla 6. června převelena na východní pobřeží do Atlantiku jako součást patrol USA. V září chránila americkou předsunutou základnu na Islandu s domovským přístavem ve fjordu Hvalfjordur až do 7. prosince 1941.
27. srpna 1945 byla součástí okupačních sil v Tokijském zálivu a 2. září byla při podpisu kapitulace Japonska. O čtyři dny později se přesunula Panamským průplavem na východní pobřeží do Norfolku, kam dorazila 19. října. 3. července 1946 byla deaktivována a přesunuta do zálohy. 24. listopadu 1947 byla prodána do šrotu firmě Lipsett, Incorporated, z New York City.
Idaho obdržela během II. sv. války sedm hvězd za službu.